# Kunar (Fluss)
Der Fluss Kunar (paschtunisch کونړ سيند Kūnaṛ sīnd), der in Pakistan auch Chitral genannt wird, ist ungefähr 260 km lang (mit Quellflüssen Mastuj und Yarkhun 480 km) und fließt in südwestlicher Richtung vom nordwestlichen Pakistan in das östliche Afghanistan.
Der Fluss hat die Täler von Chitral und Kunar gegraben, er wird vom Schmelzwasser der Gletscher und der Schneeschmelze in den Bergen gespeist. Er bildet die östliche Grenze des Hindukusch. Östlich des Flusslaufs erheben sich die Berge des Hinduraj. Der Fluss Lutkho fließt mit dem Mastuj im Norden des bedeutenden regionalen Zentrums von Chitral in Pakistan zusammen und der neue Fluss wird dort Chitral genannt, bevor er im Süden in das Kunartal in Afghanistan fließt, wo er als Kunar bezeichnet wird.
Der Kunar mündet im Osten von Dschalalabad in Afghanistan in den Fluss Kabul. Dieser fließt ostwärts nach Pakistan und mündet bei Attock in den Indus.
Eine Untersuchung der UNHCR aus dem Jahr 1990 stellte fest, dass 60 Prozent der Bewohner des Marawara-Distrikts (Provinz Kunar) auf ungenießbares Trinkwasser aus dem Fluss Kunar zurückgreifen muss.

## Geschichte
Vor der politischen Teilung des Kunar- und Chitraltals in die modernen Staaten von Afghanistan und Pakistan waren diese Täler bedeutende Handelsrouten, die den am einfachsten zu überwindenden Weg über das Pamir-Gebirge in die Ebenen des indischen Subkontinents ermöglichten.

## Hydrometrie
Mittlerer monatlicher Abfluss des Kunar (in m³/s) am Pegel Konari
gemessen von 1959–1967